# حشره‌خوار پربل
 حشره‌خوار پربل (نام علمی: Sorex preblei) نام یک گونه از سرده حشره‌خوارهای دم‌دراز است.